# Бондаренко Анна Володимирівна
Анна Володимирівна Бондаренко (нар. 22 жовтня 1992, Кіровоград, Україна) — українська IT підприємиця, громадська діячка та скрипалька. Співзасновниця групи компаній DeHealth UK, Лондон, Великобританія, що займається створенням штучного інтелекту для системи охорони здоров'я, ідеологиня однойменного мобільного додатку.
У 2023 році нагороджена медаллю за безкорисливе служіння Батьківщині від Міністерства Оборони України.

## Освіта
У 2014 році закінчила Центральноукраїнський державний університет імені Володимира Винниченка, факультет педагогіки, психології та мистецтв.
2023 - Select Global Women in Tech (SGWIT) in Washington. Програма SelectUSA Tech у Вашингтоні, орієнтована на міжнародних жінок-засновниць, підприємиць та керівниць технологічного сектору.

## Кар’єра
2009-2011 роки – скрипалька і солістка камерного оркестру Кіровоградської обласної філармонії, лауреатка музичних конкурсів.
2012-2017 роки – власниця міжнародного модного бренду одягу Palson Kifot, бренд був представлений у шоу-румах Парижа, Мілана, Шанхаю та Дюссельдорфа. Як найкращий креативний директор 2015-2016 року отримала нагороду Vogue It.
2017-2019 роки – організаторка та продюсерка музичних благодійних вечорів, таких як концерт на честь Міжнародного Конкурсу для молодих піаністів імені Володимира Горовиця. Імпресаріо та співавторка джазового проекту Blue Horsе.
2019-2020 роки – амбасадорка, Business Development Manager у Suntri Operation System, США.
2020-2021 роки – Президент міжнародного консорціуму eHealth, членкиня електронної коаліції України. Ініціаторка круглого столу «Захист персональних даних та кібербезпека в системі охорони здоров'я» спільно з РНБО, Омбудсменом і рештою партнерів.
У 2021 році заснувала компанію DeHealth (Лондон, Велика Британія). Як керуюча партнерка Анна Бондаренко з командою DeHealth стала володаркою понад 15 міжнародних премій та грантів за революційні технології у системі охорони здоров'я, отримала визнання на Web-Summit Lisabon, MWC Barcelona, Paris Blockchain Week, MedTech Malta, Select USA Washington та багатьох інших. 3-разова переможниця конкурсів серед кращих стартапів у рамках програми USAID "Конкурентоспроможна економіка України" у співпраці з Міністерством цифрової трансформації України та Українським стартап-фондом за підтримки Міністерства економіки України.
У 2021 році Бондаренко та начальник Департаменту кіберполіції Олександр Грінчак підписали меморандум про співпрацю. Кіберполіція співпрацюватиме з розробниками електронних систем охорони здоров'я для посилення захисту медичних даних. Сторони обмінюватимуться досвідом захисту інформації та забезпечення безпеки цифрових медичних систем.
У 2021 році Бондаренко підписала меморандум з державним підприємством "eHealth".
З 2021 року – власниця компанії DeHealth HLT Network, Віргінські Острови.
У 2023 – доповідачка на ХІХ National Cybersecurity Cluster, організовану Національним координаційним центром кібербезпеки при РНБО України спільно з Фондом цивільних досліджень та розвитку США за підтримки Державного департаменту США. Також ключовими спікерами були: МОЗ, НСЗУ, eHealth та CISA.

## Благодійність
Від початку війни в Україні Анна Бондаренко як власниця DeHealth допомагає українським госпіталям та медичній службі ЗСУ.
У 2022 році провела благодійний концерт у Франції, присвячений українцям, що страждають від російської агресії, за участю французьких музикантів. Усі зібрані гроші, понад 30 тис. євро, передані для гуманітарної допомоги Україні.
У серпні 2023 року DeHealth спільно з партнерами МОЗ Ізраїлю передала медикаменти на понад 100 млн грн.

## Музична кар'єра
Анна Бондаренко займалася концертною діяльністю, виступала на міжнародних подіях, таких як благодійна вечеря Єви Лонгорії під час каннського фестивалю, концерт в Луврі Абу Дабі на честь відкриття Euronews на сході, концерт з Омаром Арфушем в ліванському палаці Gouvernement le Grand Seray, під патронатом прем'єр-міністра Саада Харірі, концерт з джазовим піаністом Олексієм Саранчіним в Каїрі на честь 40-річчя Lions Club і багатьох інших.
Її запрошують в міжнародні музичні проєкти як професійну імпресаріо. У 2016 році Бондаренко організувала закритий благодійний концерт переможців конкурсу ім. Володимира Горовиця — Чень Ванчуаня, Олексія Канке, Романа Федюрко і Єгора Мєзінцева.
У 2018 році стала імпресаріо і співавторкою джазового проекту «Blue Horse». Проєкт створений спільно з відомим джазовим піаністом Олексієм Саранчіним і розповідає про історію створення джазової музики в Україні.
4 вересня 2020 року взяла участь у благодійному концерті в Сенаті Франції у Парижі та отримала Почесну медаль Сенату Франції.

## Відзнаки та нагороди
- 2020 рік – Медаль Сенату Франції (Франція);
- 2023 рік – Медаль за безкорисливе служіння Батьківщині (Україна).